# Gmina Lubanie
Die Gmina Lubanie ist eine Landgemeinde im Powiat Włocławski der Woiwodschaft Kujawien-Pommern in Polen. Ihr Sitz ist das gleichnamige Dorf mit etwa 800 Einwohnern. 

## Gliederung
Zur Landgemeinde Lubanie gehören 19 Dörfer:
| - Barcikowo - Bodzia (1943–45 Wildenau) - Dąbrówka - Gąbinek - Janowice (1939–45 Jähnewitz) - Kałęczynek - Kaźmierzewo - Kocia Górka - Kolonia Ustrońska | - Kucerz - Lubanie (1943–1945 Liebingen) - Mikanowo A - Mikanowo B - Mikorzyn - Probostwo Dolne - Probostwo Górne - Przywieczerzyn | - Przywieczerzynek - Sarnówka - Siutkówek - Tadzin - Ustronie - Włoszyca Lubańska - Zapomianowo - Zosin |